# Henry L. Stimson
Henry Lewis Stimson (New York, 1867. szeptember 21. – Huntington, 1950. október 20.), amerikai politikus, a Republikánus párt tagja.

## Pályafutása
Stimson hosszú pályafutása során az amerikai külpolitika vezető személyiségévé vált, mind republikánus, mind demokrata elnökök kormányzatában szolgált. William Howard Taft elnök alatt hadügyminiszter (1911-1913), Herbert Hoover elnök alatt külügyminiszter (1929-1933), majd Franklin D. Roosevelt és Harry S. Truman elnökök alatt ismét hadügyminiszter (1940-1945) volt, és felügyelte az amerikai katonai erőfeszítéseket a második világháború alatt.

### Tanulmányai
Stimson a középiskolát a Phillips Andover Academy nevű bentlakásos magániskolában végezte. 1884-ben a Yale Egyetem hallgatója lett, ahol 1888-ban végzett. Ezután a Harvard Egyetemen jogot tanult, és 1891-ben jogi szakvizsgát tett New York államban.

### Korai karrierje
Fiatal jogászként Elihu Root ügyvédi irodájában helyezkedett el. Root, aki a magánszektorbeli tevékenységét többször megszakítva szenátorként, hadügyminiszterként és külügyminiszterként is szolgált, jelentősen támogatta Stimson politikai előmentelét. 1906-ban Theodore Roosevelt elnök kinevezte New York állam déli kerületének szövetségi ügyészévé. Ezzel Stimson felügyelete alá kerültek a New York városban folyó szövetségi büntetőügyek. Sikeresen képviselte Roosevelt kartellellenes politikáját.
1910-ben sikertelenül indult New York állam kormányzóválasztásán.

### Első hadügyminisztersége
1911-ben William Taft elnök kormányában hadügyminiszteri tisztet kapott. Stimson hivatalba lépésekor az Egyesült Államok hadserege mindössze 4300 tisztből és 70 250 közkatonából állt, és a hadügyminiszteri tisztség az egyik legkevésbé fontosnak számított. Ennek megfelelően az 1914-ben kitört első világháború teljesen készületlenül érte a hadsereget.

## Fordítás
- Ez a szócikk részben vagy egészben  a   Henry L. Stimson című angol Wikipédia-szócikk fordításán alapul.  Az eredeti cikk szerkesztőit annak laptörténete sorolja fel. Ez a jelzés csupán a megfogalmazás eredetét és a szerzői jogokat jelzi, nem szolgál a cikkben szereplő információk forrásmegjelöléseként.